# Chiesa di San Filippo (Savigliano)
La chiesa di San Filippo è un edificio di culto della religione cattolica, sito nel comune di Savigliano, in Piemonte. L'edificio è situato in via Tapparelli, una tortuosa e antica via, racchiusa tra piazza del Popolo, piazza Santarosa e il convento di San Pietro.

## Storia
Durante il XVII secolo nacque a Savigliano la congregazione dell'Oratorio dei filippini, dal nome del fondatore Filippo Neri.
Alla fine del secolo per i padri dell'oratorio era necessaria la costruzione di una nuova chiesa più grande e accogliente, e a una casa ad essa collegata. Per questo motivo tra il 1691 e il 1692 vennero acquistati i terreni su cui attualmente sorge la chiesa.
Il progetto fu a opera di padre Domenico Perardi, che disegnò la nuova chiesa e l'abitazione annessa. Alcune voci di paese sostengono addirittura che si fosse avvalso dell'aiuto del celebre Filippo Juvarra.
Finalmente nel luglio 1692 fu posta la prima pietra della nuova chiesa. L'edificazione fu piuttosto complessa, a causa anche di alcuni dissapori con il monastero di San Pietro, che si trova a poca distanza da quello dei filippini. La costruzione fu proprio per questa ragione interrotta per quasi due anni, fino al 1694 quando i due ordini religiosi si accordarono amichevolmente sulle condizioni di convivenza sullo stesso distretto.
La chiesa fu benedetta e aperta al culto nel 1697, e venne dotata di un magnifico altare di marmo nero, ora al santuario di Cussanio presso Fossano. Gli altri due altari laterali erano dedicati uno a Filippo Neri, dalla Compagnia dei Cento Fratelli, l'altro era donazione di Vincenzo Avignone.
Nel 1709 venne costruita la sacrestia, nel 1710 il pulpito e nel 1711 la tribuna. La parte civile dell'edificio fu compiuta attorno al 1775, sempre per volere dei padri dell'oratorio.
Il chiostro, di epoca posteriore, fu costruito su progetto di Francesco Gallo a partire dal 1730; i lavori furono completati solo nel 1770 sotto la supervisione di Filippo Amedeo Turletti che ridusse e modificò il primo progetto.
La rivoluzione francese toccò funestamente anche la chiesa di San Filippo, e nel 1802 i padri filippini dovettero lasciare la propria casa, sebbene la chiesa rimase sotto la custodia di padre Ceppa ancora per diversi anni.
Nello stesso periodo la Compagnia del S. Rosario passò alla chiesa di San Filippo. Solo col ritorno dei Savoia i padri filippini poterono tornare e la chiesa fu riaperta al culto dei fedeli nel 1825.
Tuttavia già 1861 furono costretti a ripartire, e nel 1866 fu chiusa ufficialmente dal consiglio Comunale. Da quel momento tutti i beni della chiesa furono venduti all'asta e l'edificio adibito a magazzino e a sala per congressi.
Successivamente la chiesa fu riscattata dal canonico Giovanni Allasia e riaperta al culto nel 1901.